# Alexander Fuks
Alexander Fuks (* 30. Mai 1917 in Breslau; † 29. November 1978) war ein israelischer Althistoriker und Papyrologe.

## Leben
Fuks absolvierte seine schulische Ausbildung in Breslau. Er wanderte nach Palästina aus und kam 1935 nach Jerusalem, wo er an der Hebräischen Universität studierte und 1946 einen Ph.D. erhielt. Er wurde 1962 Professor für Klassische Altertumswissenschaft. Schwerpunkt seiner Arbeit war Athenische Geschichte. Gemeinsam mit Avigdor Tcherikover arbeitete er am Corpus Papyrorum Judaicarum. Nachdem Tcherikover 1958 nach Erscheinen des ersten Bandes verstorben war, trat Menachem Stern an dessen Stelle. Dieses monumentale Werk umfasst Papyri und Ostraka aus Ägypten in der Zeit zwischen Alexander dem Großen und der arabischen Eroberung des Landes.

## Publikationen (Auswahl)
- The Ancestral Constitution: Four Studies in Athenian Party Politics at the End of the Fifth Century. London: Routledge and Kegan Paul, 1953.
- The Athenian Commonwealth. 1957 (hebräisch)
- (Mithrsg.) Corpus Papyrorum Judaicarum. 3 Bände. Cambridge, Mass.: Harvard University Press, 1957–1964.
- Social Conflict in Ancient Greece. Jerusalem: Magnes Press u. a., 1984, ISBN 965-223-466-4.